# Oscarverleihung 2023
Übersicht aller ausgezeichneten Filme

◄◄ | ◄ | 2019 | 2020 | 2021 | 2022 | Oscarverleihung 2023 | 2024 | 2025

Weitere Ereignisse

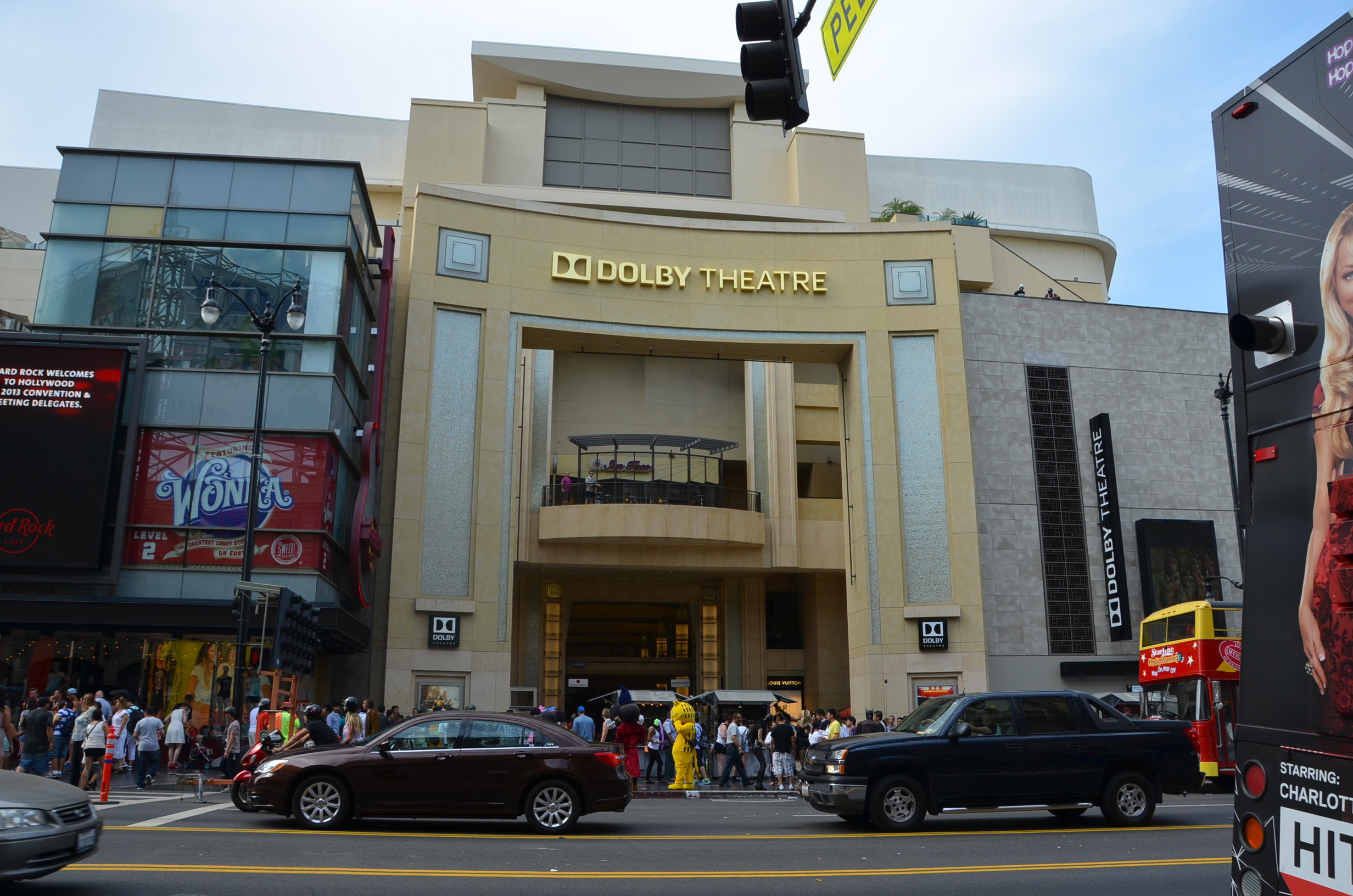
Das Dolby Theatre, Veranstaltungsort der Oscarverleihung 2023

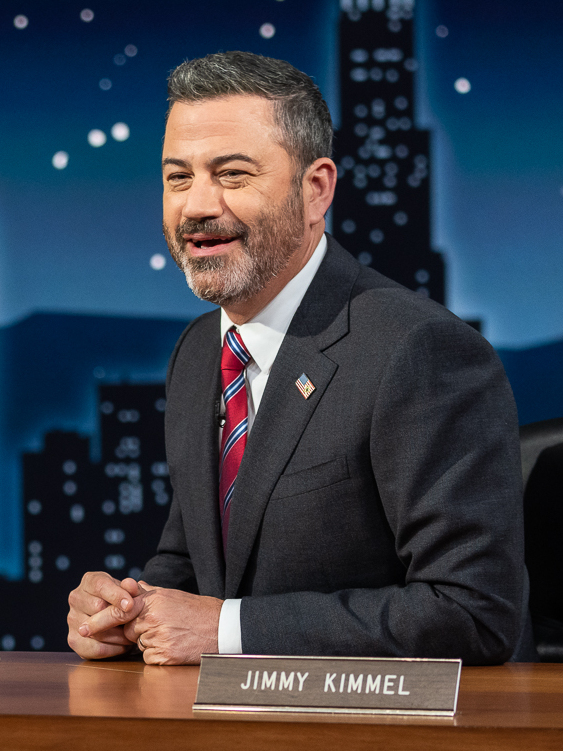
Jimmy Kimmel moderierte die Veranstaltung.

Die 95. Verleihung der Oscars (englisch 95th Academy Awards) fand am 12. März 2023 im Dolby Theatre in Los Angeles statt. Die Academy of Motion Picture Arts and Sciences (AMPAS) ehrte dabei die aus ihrer Sicht besten Filme und Filmschaffenden des Kinojahres 2022 mit Auszeichnungen in 23 Kategorien. Zusätzlich wurden bei einer getrennt veranstalteten Gala, den Governors Awards, Ehrenpreise verliehen.
Die meisten Auszeichnungen erhielt die Fantasy-Komödie Everything Everywhere All at Once von Daniel Kwan und Daniel Scheinert, die sieben Mal ausgezeichnet wurde. Die deutsche Koproduktion Im Westen nichts Neues von Edward Berger erhielt vier Auszeichnungen. Die Neuverfilmung von Erich Maria Remarques gleichnamigem Antikriegsroman aus dem Jahr 1928 stellte mit neun Nominierungen einen neuen Rekord für einen deutschen Film auf. Dieser war zuvor von Wolfgang Petersens Kriegsdrama Das Boot (1981) gehalten worden, das bei der Oscarverleihung 1983 sechsmal nominiert war, aber unprämiert blieb. Die ebenfalls mit neun Nominierungen bedachte Tragikomödie The Banshees of Inisherin von Martin McDonagh ging hingegen leer aus.
Die Nominierung von Andrea Riseborough für ihre Hauptrolle in To Leslie führte zu einer Kontroverse, da der Kampagne für die Nominierung vorgeworfen wurde, Richtlinien der Akademie verletzt zu haben.
Der US-amerikanische Fernsehsender ABC strahlte die Preisverleihung in über 200 Länder und Gebiete weltweit aus. Als Moderator wurde im November 2022 Jimmy Kimmel präsentiert, der die Oscarverleihung bereits 2017 und 2018 moderiert hatte. Die Oscar-Nominierungen waren am 24. Januar 2023 durch die Schauspieler Allison Williams und Riz Ahmed bekanntgegeben worden.
| Film                              | N  | A |
| --------------------------------- | -- | - |
| Everything Everywhere All at Once | 11 | 7 |
| Im Westen nichts Neues            | 9  | 4 |
| The Banshees of Inisherin         | 9  | 0 |
| Elvis                             | 8  | 0 |
| Die Fabelmans                     | 7  | 0 |
| Top Gun: Maverick                 | 6  | 1 |
| Tár                               | 6  | 0 |
| Black Panther: Wakanda Forever    | 5  | 1 |
| Avatar: The Way of Water          | 4  | 1 |
| The Whale                         | 3  | 2 |
| Babylon – Rausch der Ekstase      | 3  | 0 |
| The Batman                        | 3  | 0 |
| Triangle of Sadness               | 3  | 0 |
| Die Aussprache                    | 2  | 1 |
| Living – Einmal wirklich leben    | 2  | 0 |

## Preisträger und Nominierte

### Bester Film
präsentiert von Harrison Ford
Everything Everywhere All at Once – Produktion: Daniel Kwan, Daniel Scheinert, Jonathan Wang
- nominiert:
  - Die Aussprache (Women Talking) – Produktion: Dede Gardner, Jeremy Kleiner, Frances McDormand
  - Avatar: The Way of Water – Produktion: James Cameron, Jon Landau
  - The Banshees of Inisherin – Produktion: Graham Broadbent, Peter Czernin, Martin McDonagh
  - Elvis – Produktion: Gail Berman, Baz Luhrmann, Catherine Martin, Patrick McCormick, Schuyler Weiss
  - Die Fabelmans (The Fabelmans) – Produktion: Kristie Macosko Krieger, Steven Spielberg, Tony Kushner
  - Im Westen nichts Neues – Produktion: Malte Grunert
  - Tár – Todd Field, Scott Lambert, Alexandra Milchan
  - Top Gun: Maverick – Produktion: Tom Cruise, Christopher McQuarrie, David Ellison, Jerry Bruckheimer
  - Triangle of Sadness – Produktion: Erik Hemmendorff, Philippe Bober

### Beste Regie
präsentiert von Idris Elba und Nicole Kidman
Daniel Kwan, Daniel Scheinert – Everything Everywhere All at Once
- nominiert:
  - Todd Field – Tár
  - Martin McDonagh – The Banshees of Inisherin
  - Ruben Östlund – Triangle of Sadness
  - Steven Spielberg – Die Fabelmans (The Fabelmans)

### Bester Hauptdarsteller
präsentiert von Halle Berry und Jessica Chastain
Brendan Fraser – The Whale
- nominiert:
  - Austin Butler – Elvis
  - Colin Farrell – The Banshees of Inisherin
  - Paul Mescal – Aftersun
  - Bill Nighy – Living – Einmal wirklich leben (Living)

### Beste Hauptdarstellerin
präsentiert von Halle Berry und Jessica Chastain
Michelle Yeoh – Everything Everywhere All at Once
- nominiert:
  - Ana de Armas – Blond (Blonde)
  - Cate Blanchett – Tár
  - Andrea Riseborough – To Leslie
  - Michelle Williams – Die Fabelmans (The Fabelmans)

### Bester Nebendarsteller
präsentiert von Ariana DeBose und Troy Kotsur
Ke Huy Quan – Everything Everywhere All at Once
- nominiert:
  - Brendan Gleeson – The Banshees of Inisherin
  - Brian Tyree Henry – Causeway
  - Judd Hirsch – Die Fabelmans (The Fabelmans)
  - Barry Keoghan – The Banshees of Inisherin

### Beste Nebendarstellerin
präsentiert von Ariana DeBose und Troy Kotsur
Jamie Lee Curtis – Everything Everywhere All at Once
- nominiert:
  - Angela Bassett – Black Panther: Wakanda Forever
  - Hong Chau – The Whale
  - Kerry Condon – The Banshees of Inisherin
  - Stephanie Hsu – Everything Everywhere All at Once

### Bestes Originaldrehbuch
präsentiert von Andrew Garfield und Florence Pugh
Daniel Kwan, Daniel Scheinert – Everything Everywhere All at Once
- nominiert:
  - Todd Field – Tár
  - Martin McDonagh – The Banshees of Inisherin
  - Ruben Östlund – Triangle of Sadness
  - Steven Spielberg, Tony Kushner – Die Fabelmans (The Fabelmans)

### Bestes adaptiertes Drehbuch
präsentiert von Andrew Garfield und Florence Pugh
Sarah Polley – Die Aussprache (Women Talking)
- nominiert:
  - Edward Berger, Lesley Paterson, Ian Stokell – Im Westen nichts Neues
  - Peter Craig, Ehren Kruger, Justin Marks, Eric Warren Singer, Christopher McQuarrie – Top Gun: Maverick
  - Kazuo Ishiguro – Living – Einmal wirklich leben (Living)
  - Rian Johnson – Glass Onion: A Knives Out Mystery

### Beste Kamera
präsentiert von Michael B. Jordan und Jonathan Majors
James Friend – Im Westen nichts Neues
- nominiert:
  - Roger Deakins – Empire of Light
  - Florian Hoffmeister – Tár
  - Darius Khondji – Bardo, die erfundene Chronik einer Handvoll Wahrheiten (Bardo, falsa crónica de unas cuantas verdades)
  - Mandy Walker – Elvis

### Bestes Szenenbild
präsentiert von Hugh Grant und Andie MacDowell
Christian M. Goldbeck, Ernestine Hipper – Im Westen nichts Neues
- nominiert:
  - Rick Carter, Karen O’Hara – Die Fabelmans (The Fabelmans)
  - Dylan Cole, Ben Procter, Vanessa Cole – Avatar: The Way of Water
  - Florencia Martin, Anthony Carlino – Babylon – Rausch der Ekstase (Babylon)
  - Catherine Martin, Karen Murphy, Beverley Dunn – Elvis

### Bestes Kostümdesign
präsentiert von Paul Dano und Julia Louis-Dreyfus
Ruth E. Carter – Black Panther: Wakanda Forever
- nominiert:
  - Jenny Beavan – Mrs. Harris und ein Kleid von Dior (Mrs. Harris Goes to Paris)
  - Shirley Kurata – Everything Everywhere All at Once
  - Catherine Martin – Elvis
  - Mary Zophres – Babylon – Rausch der Ekstase (Babylon)

### Bestes Make-up und beste Frisuren
präsentiert von Jennifer Connelly und Samuel L. Jackson
Annemarie Bradley, Judy Chin, Adrien Morot – The Whale
- nominiert:
  - Jason Baird, Mark Coulier, Aldo Signoretti – Elvis
  - Naomi Donne, Mike Marino, Mike Fontaine – The Batman
  - Camille Friend, Joel Harlow – Black Panther: Wakanda Forever
  - Heike Merker, Linda Eisenhamerová – Im Westen nichts Neues

### Beste Filmmusik
präsentiert von John Cho und Mindy Kaling
Volker Bertelmann – Im Westen nichts Neues
- nominiert:
  - Carter Burwell – The Banshees of Inisherin
  - Justin Hurwitz – Babylon – Rausch der Ekstase (Babylon)
  - Son Lux – Everything Everywhere All at Once
  - John Williams – Die Fabelmans (The Fabelmans)

### Bester Song
präsentiert von Kate Hudson und Janelle Monáe
„Naatu Naatu“ aus RRR – Musik: M. M. Keeravani; Text: Chandrabose
- nominiert:
  - „Applause“ aus Tell It Like a Woman – Musik, Text: Diane Warren
  - „Hold My Hand“ aus Top Gun: Maverick – Musik/Text: Lady Gaga, BloodPop
  - „Lift Me Up“ aus Black Panther: Wakanda Forever – Musik: Tems, Rihanna, Ryan Coogler, Ludwig Göransson; Text: Tems, Ryan Coogler
  - „This Is a Life“ aus Everything Everywhere All at Once – Musik: Ryan Lott, David Byrne, Mitski; Text: Ryan Lott, David Byrne

### Bester Schnitt
präsentiert von Zoe Saldaña und Sigourney Weaver
Paul Rogers – Everything Everywhere All at Once
- nominiert:
  - Eddie Hamilton – Top Gun: Maverick
  - Mikkel E.G. Nielsen – The Banshees of Inisherin
  - Jonathan Redmond, Matt Villa – Elvis
  - Monika Willi – Tár

### Bester Ton
präsentiert von Kate Hudson und Janelle Monáe
Chris Burdon, James Mather, Al Nelson, Mark Taylor, Mark Weingarten – Top Gun: Maverick
- nominiert:
  - Dick Bernstein, Christopher Boyes, Michael Hedges, Julian Howarth, Gary Summers, Gwendolyn Yates Whittle – Avatar: The Way of Water
  - Lars Ginzel, Frank Kruse, Viktor Prášil, Markus Stemler, Stefan Korte – Im Westen nichts Neues
  - Michael Keller, David Lee, Andy Nelson, Wayne Pashley – Elvis
  - Stuart Wilson, Will Files, Douglas Murray, Andy Nelson – The Batman

### Beste visuelle Effekte
präsentiert von Elizabeth Banks
Richard Baneham, Daniel Barrett, Joe Letteri, Eric Saindon – Avatar: The Way of Water
- nominiert:
  - Geoffrey Baumann, Craig Hammack, R. Christopher White, Daniel Sudick – Black Panther: Wakanda Forever
  - Russell Earl, Dan Lemmon, Anders Langlands, Dominic Tuohy – The Batman
  - Markus Frank, Kamil Jafar, Viktor Müller, Frank Petzold – Im Westen nichts Neues
  - Seth Hill, Scott Fisher, Bryan Litson, Ryan Tudhope – Top Gun: Maverick

### Bester Animationsfilm
präsentiert von Emily Blunt und Dwayne Johnson
Guillermo del Toros Pinocchio (Guillermo del Toro’s Pinocchio) – Guillermo del Toro, Mark Gustafson, Gary Ungar, Alex Bulkley
- nominiert:
  - Der gestiefelte Kater: Der letzte Wunsch (Puss in Boots: The Last Wish) – Joel Crawford, Mark Swift
  - Marcel the Shell with Shoes On – Dean Fleischer Camp, Andrew Goldman, Elisabeth Holm, Caroline Kaplan, Paul Mezey
  - Rot (Turning Red) – Domee Shi, Lindsey Collins
  - Das Seeungeheuer (The Sea Beast) – Chris Williams, Jed Schlanger

### Bester animierter Kurzfilm
präsentiert von Elizabeth Olsen und Pedro Pascal
Der Junge, der Maulwurf, der Fuchs und das Pferd (The Boy, the Mole, the Fox and the Horse) – Charlie Mackesy, Matthew Freud
- nominiert:
  - The Flying Sailor – Amanda Forbis, Wendy Tilby
  - Ice Merchants – João Gonzalez, Bruno Caetano
  - My Year of Dicks – Sara Gunnarsdóttir, Pamela Ribon
  - An Ostrich Told Me the World Is Fake and I Think I Believe It – Lachlan Pendragon

### Bester Kurzfilm
präsentiert von Riz Ahmed und Ahmir "Questlove" Thompson
An Irish Goodbye – Tom Berkeley, Ross White
- nominiert:
  - Ivalu – Anders Walter, Rebecca Pruzan
  - Nattrikken – Eirik Tveiten, Gaute Lid Larssen
  - Le pupille – Alice Rohrwacher, Alfonso Cuarón
  - The Red Suitcase – Cyrus Neshvad

### Bester Dokumentarfilm
präsentiert von Riz Ahmed und Ahmir "Questlove" Thompson
Nawalny (Navalny) – Diane Becker, Shane Boris, Melanie Miller, Odessa Rae, Daniel Roher
- nominiert:
  - All That Breathes – Teddy Leifer, Aman Mann, Shaunak Sen
  - All the Beauty and the Bloodshed – Howard Gertler, Nan Goldin, Yoni Golijov, John Lyons, Laura Poitras
  - Fire of Love – Shane Boris, Sara Dosa, Ina Fichman
  - Heimweh – Kindheit zwischen den Fronten (A House Made of Splinters) – Monica Hellström, Simon Lereng Wilmont

### Bester Dokumentar-Kurzfilm
präsentiert von Elizabeth Olsen und Pedro Pascal
Die Elefantenflüsterer (The Elephant Whisperers) – Kartiki Gonsalves, Guneet Monga
- nominiert:
  - Haulout – Jewgenija Germanowna Arbugajewa, Maxim Germanowitsch Arbugajew
  - How Do You Measure a Year? – Jay Rosenblatt
  - The Martha Mitchell Effect – Anne Alvergue, Beth Levison
  - Stranger at the Gate – Joshua Seftel, Conall Jones

### Bester internationaler Film
präsentiert von Antonio Banderas und Salma Hayek
Im Westen nichts Neues, Deutschland – Edward Berger
- nominiert:
  - Argentinien, 1985 – Nie wieder (Argentinien 1985), Argentinien – Santiago Mitre
  - Close, Belgien – Lukas Dhont
  - EO (IO), Polen – Jerzy Skolimowski
  - The Quiet Girl (An Cailín Ciúin), Irland – Colm Bairéad

## Laudatoren
Während der Oscarverleihung traten unter anderem folgende Laudatoren auf:
| Laudatoren                                               | Kategorie(n)                             |
| -------------------------------------------------------- | ---------------------------------------- |
| Emily Blunt, Dwayne Johnson                              | Animationsfilm                           |
| Ariana DeBose, Troy Kotsur                               | Nebendarsteller, Nebendarstellerin       |
| Riz Ahmed, Ahmir „Questlove“ Thompson                    | Dokumentarfilm, Kurzfilm                 |
| Michael B. Jordan, Jonathan Majors                       | Kamera                                   |
| Jennifer Connelly, Samuel L. Jackson                     | Make-up und Frisuren                     |
| Paul Dano, Julia Louis-Dreyfus                           | Kostüme                                  |
| Antonio Banderas, Salma Hayek Pinault                    | Internationaler Film                     |
| Elizabeth Olsen, Pedro Pascal                            | Dokumentar-Kurzfilm, animierter Kurzfilm |
| Hugh Grant, Andie MacDowell                              | Szenenbild                               |
| John Cho, Mindy Kaling                                   | Filmmusik                                |
| Elizabeth Banks                                          | Visuelle Effekte                         |
| Andrew Garfield, Florence Pugh                           | Drehbücher                               |
| Kate Hudson, Janelle Monáe                               | Ton, Filmsong                            |
| John Travolta, (musikalische Untermalung: Lenny Kravitz) | In Memoriam                              |
| Zoe Saldana, Sigourney Weaver                            | Schnitt                                  |
| Idris Elba, Nicole Kidman                                | Regie                                    |
| Halle Berry, Jessica Chastain                            | Hauptdarsteller, Hauptdarstellerin       |
| Harrison Ford                                            | Film                                     |

## In Memoriam
Während der Preisverleihung wurde an folgende verstorbene Künstler erinnert:
- Olivia Newton-John
- John Korty
- May Routh
- Louise Fletcher
- John Zaritsky
- Albert Brenner
- Mitchell Goldman
- Irene Papas
- Bob Rafelson
- Ian Whittaker
- Albert Saiki
- Robbie Coltrane
- Kirstie Alley
- Ray Liotta
- Angelo Badalamenti
- Vicky Eguia
- Gregory Jein
- Neal Jimenez
- Mike Hill
- Tom Luddy
- Marina Goldovskaya
- Christopher Tucker
- Irene Cara
- Gregory Allen Howard
- Owen Roizman
- Gray Frederickson
- Luster Bayless
- Robert Dalva
- Nichelle Nichols
- Edward R. Pressman
- Douglas McGrath
- Julia Reichert
- Edie Landau
- Mike Moder
- Jean-Luc Godard
- Marvin March
- Ralph Eggleston
- Burt Bacharach
- Nick Bosustow
- Clayton Pinney
- Donn Cambern
- Simone Bär
- Tom Whitlock
- Amanda Mackey
- Angela Lansbury
- Wolfgang Petersen
- John Dartigue
- Burny Mattinson
- Jacques Perrin
- Maurizio Silvi
- Mary Alice
- Gina Lollobrigida
- Douglas Kirkland
- Carl Bell
- Vangelis
- James Caan
- Raquel Welch
- Walter Mirisch

## Ehrenoscars
Die vom Board of Governors der AMPAS bestimmten Ehrenpreisträger wurden im Rahmen der Governors Awards am 19. November 2022 in Los Angeles ausgezeichnet. Die Bekanntgabe erfolgte am 22. Juni 2022:
- Euzhan Palcy – französische Filmregisseurin, Drehbuchautorin und Filmproduzentin
- Diane Warren – US-amerikanische Songwriterin (erhielt zwischen 1988 und 2022 dreizehn Nominierungen in der Kategorie Bester Filmsong, ohne den Preis je zu gewinnen)
- Peter Weir – australischer Filmregisseur, Drehbuchautor und Filmproduzent (erhielt zwischen 1986 und 2004 sechs Nominierungen in den Kategorien Bester Film, Beste Regie und Bestes Originaldrehbuch, ohne den Preis je zu erhalten)

Darüber hinaus wurde dem US-amerikanischen Schauspieler Michael J. Fox der Jean Hersholt Humanitarian Award zuerkannt.

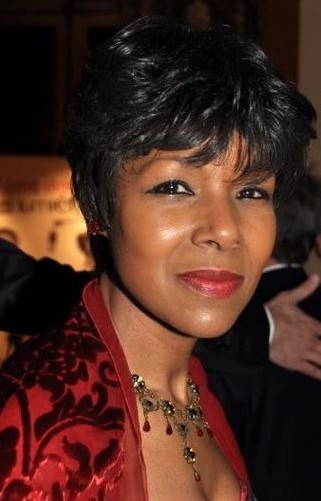
Euzhan Palcy (2012)
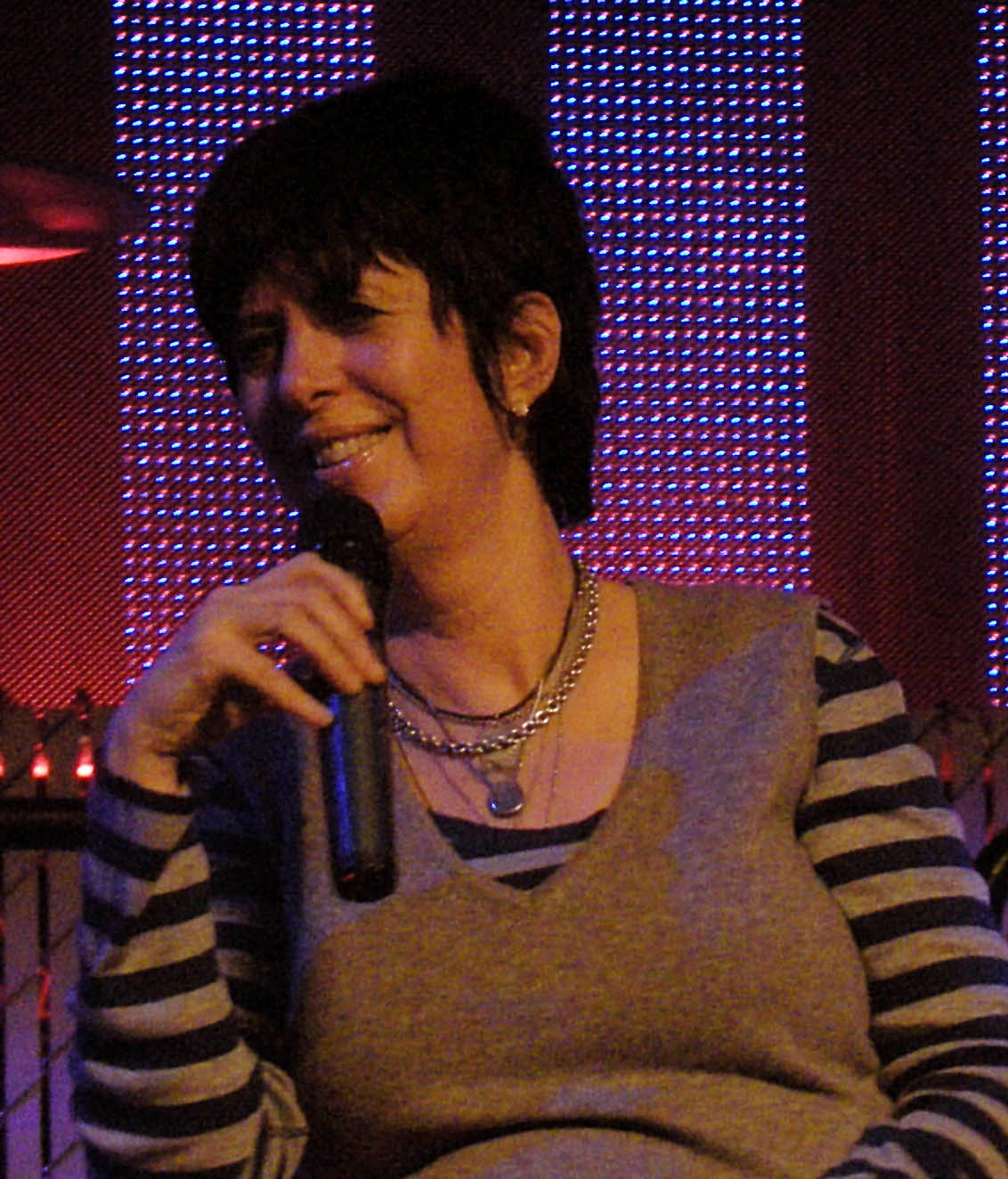
Diane Warren (2009)
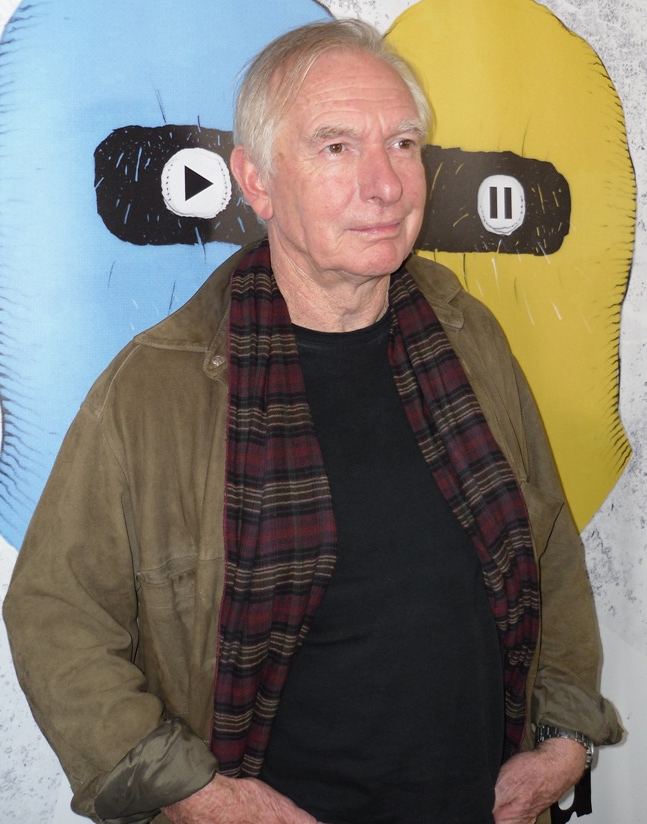
Peter Weir (2011)
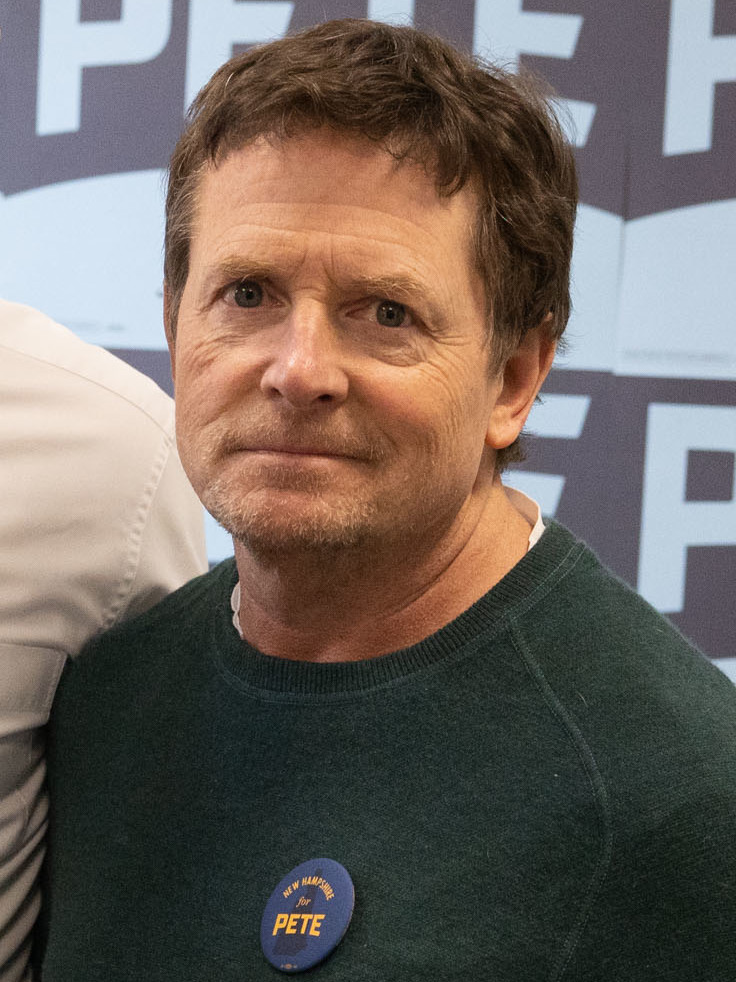
Michael J. Fox (2020)

## Eckdaten
Die Eckdaten zur 95. Oscarverleihung im Überblick:
| Datum                 | Ereignis                                                            |
| --------------------- | ------------------------------------------------------------------- |
| 15. November 2022     | Einreichungsfrist für allgemeine Teilnahmekategorien endet          |
| 19. November 2022     | Governors Awards (Vergabe der Ehrenoscars)                          |
| 12.–15. Dezember 2022 | Vorabstimmung                                                       |
| 21. Dezember 2022     | Veröffentlichung der Oscar-Shortlists                               |
| 31. Dezember 2022     | Qualifikationszeitraum für Filme endet                              |
| 12.–17. Januar 2023   | Abstimmung über die Oscar-Nominierungen                             |
| 24. Januar 2023       | Oscar-Nominierungen werden bekanntgegeben                           |
| 13. Februar 2023      | Galadinner der Oscar-nominierten Personen (Oscar Nominees Luncheon) |
| 2.–7. März 2023       | Finale Abstimmung über die Oscar-Preisträger                        |
| 12. März 2023         | 95. Oscarverleihung                                                 |

## Kontroversen vor der Verleihung
Ende Januar 2023 wurde in Hollywood kontrovers darüber diskutiert, ob es im Fall der für den Oscar in der Kategorie Beste Hauptdarstellerin nominierten Schauspielerin Andrea Riseborough Diskriminierung von schwarzen Schauspielerinnen gegeben habe und auch Regelbrüche stattgefunden hätten. Der Film To Leslie, für den Riseborough nominiert wurde, wurde zwar von Kritikern gelobt, spielte aber nur rund 27.000 Dollar Umsatz an den Kinokassen ein. Da für die Produktion des Films ein Independent-Studio und kein großes Studio verantwortlich zeichnete, konnten die Produzenten keine klassische Filmwerbung betreiben. Nach den Gesetzmäßigkeiten der Oscarverleihung hätte ein solcher Independent-Film nie nominiert werden können. Doch der Regisseur des Films, Michael Morris, und dessen Ehefrau, die Schauspielerin Mary McCormack, nutzten ihre Kontakte in Hollywood und konnten erreichen, dass bekannte Hollywood-Größen wie Susan Sarandon, Helen Hunt, Charlize Theron, Amy Adams und Kate Winslet Mundpropaganda für den Film machten. Kate Winslet soll Riseboroughs Performance sogar als „die beste weibliche Leistung auf dem Bildschirm, die ich je gesehen habe“ bezeichnet haben. Die Nominierung von Andrea Riseborough führte schließlich dazu, dass einige schwarze Schauspielerinnen, die laut Buchmachern bereits als Nominierte gesetzt waren, übergangen wurden; darunter Danielle Deadwyler für ihre Rolle im Spielfilm Till. Die Erinnerung an die #OscarsSoWhite-Bewegung wurde laut.
Zwar hatte Riseborough ausnahmslos weiße Unterstützerinnen, doch verwies man auch auf die Leistung anderer weißer Schauspielerinnen, die 2023 bei einer Oscar-Nominierung ebenfalls das Nachsehen hatten, darunter Jessica Chastain, Olivia Colman und Emma Thompson. Auch hatte erstmals eine Graswurzel-Bewegung erfolgreich einen kleinen Film gepuscht, eine Marketingstrategie, die laut AMPAS zwar einen Schönheitsfehler („Freunderlwirtschaft“) habe, aber nicht illegal sei.
Die Organisation Ukrainian World Congress rief die Academy im März 2023 auf, dem Film Top Gun: Maverick die Zulassung zum Wettbewerb zu entziehen. Der Film sei teilweise durch Dmitri Rybolowlew finanziert, der auf der ukrainischen Sanktionsliste wegen der russischen Invasion stehe.